# Національний музей первісних культур Тайваню
22°45′37″ пн. ш. 121°05′30″ сх. д. / 22.760277777778° пн. ш. 121.09166666667° сх. д.
Національний музей первісних культур Тайваню (кит.: 國立臺灣史前文化博物館, піньїнь: Guólì Táiwān Shǐqián Wénhuà Bówùguǎn) розташований в місті Тайдун, повіт Тайдун, Тайвань.
Музей розташований поруч із залізничним вокзалом Тайдуна, за п'ять хвилин пішки від Боугуань-лу (Музейної вулиці).

## Історія
У 1980 році під час будівництва Південної лінії тайванської залізниці в ході будівельних робіт було виявлено артефакти неолітичної культури Бейнань (卑南 遺址), (китайське «бейнань» означає пуюма). Після виявлення сланцевих саркофагів та артефактів, на пропозицію уряду міста Тайдун, будівництво станції Тайдун було зупинено. За 10 років розкопок команда під керівництвом Тайванського державного університету виявила понад 1500 поховань та десятки тисяч артефактів на території близько десяти гектарів. Ці знахідки виявилися найважливішою археологічною пам'яткою епохи середнього неоліту на Тайвані. У наступні роки територія була перетворена на Парк культури Бейнань.
Пропозицію створити музей просто неба і будівлю музею затвердили 1990 року. Будівлю музею збудували за проєктом американського архітектора Майкла Грейвса. Пробна експлуатація розпочалася 10 липня 2001 року, а офіційне відкриття музею відбулося 17 серпня 2002 року
Музей закрився на ремонт 31 травня 2020. Наразі музей закрито для відвідувачів, проте його співробітники продовжують працювати та проводять заходи на інших майданчиках.

## Виставки
- Природна історія Тайваню (розроблена MET Studio, Лондон)
- Первісна епоха Тайваню
- Корінні народи Тайваню (розроблено MET Studio, Лондон)

## Галерея

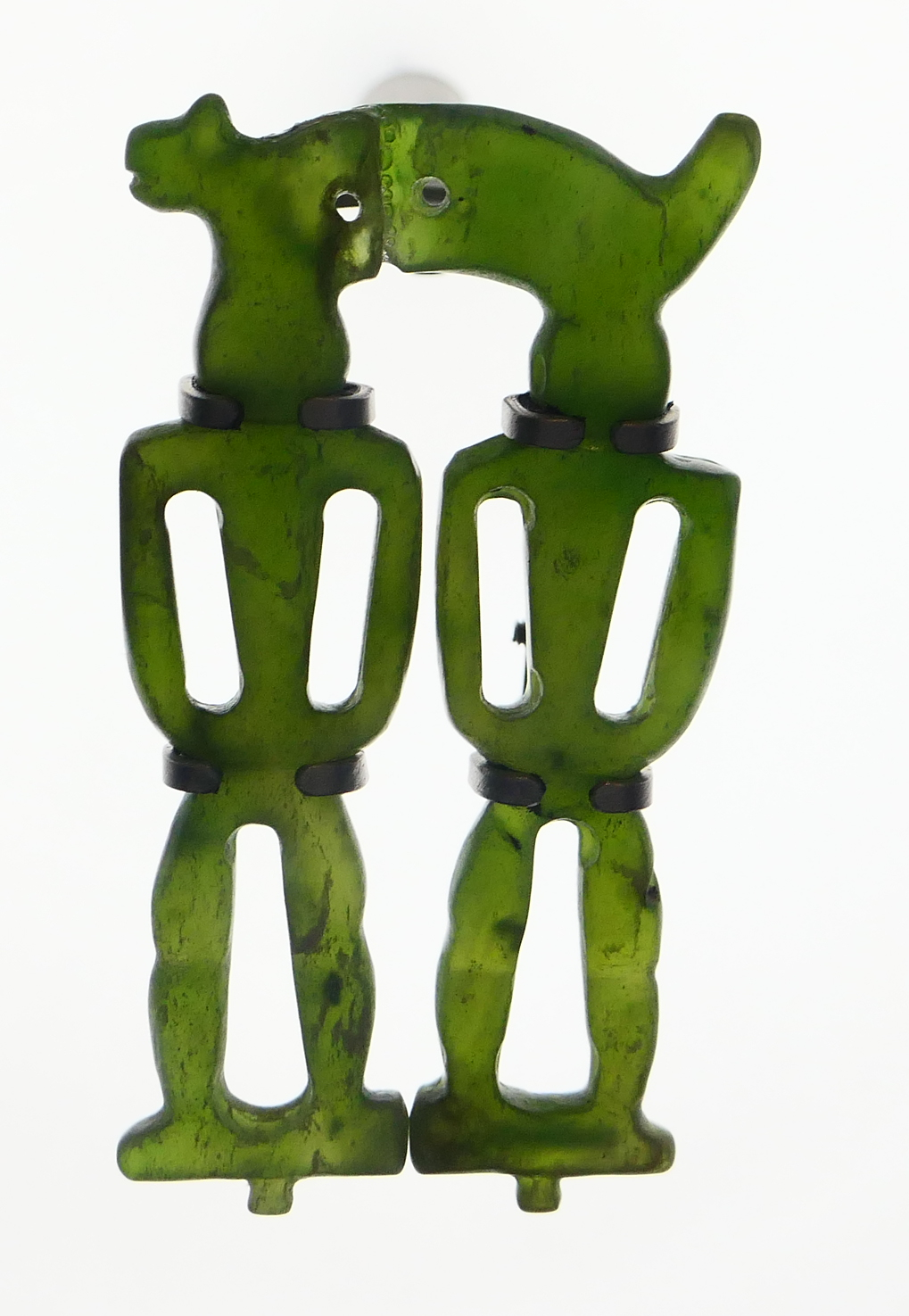
Археологічний артефакт (стоянка Бейнань)
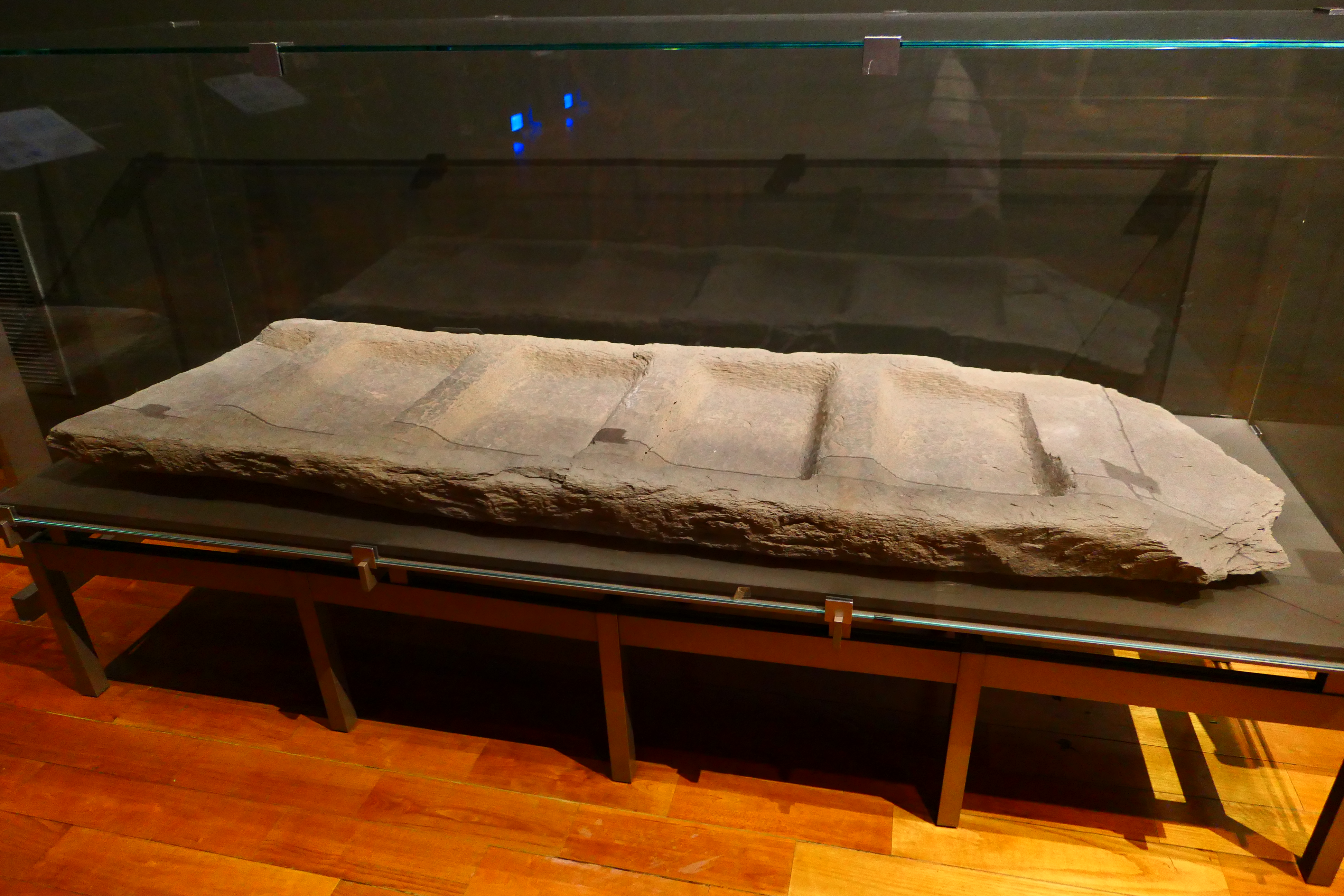
Археологічний артефакт (стоянка Бейнань)
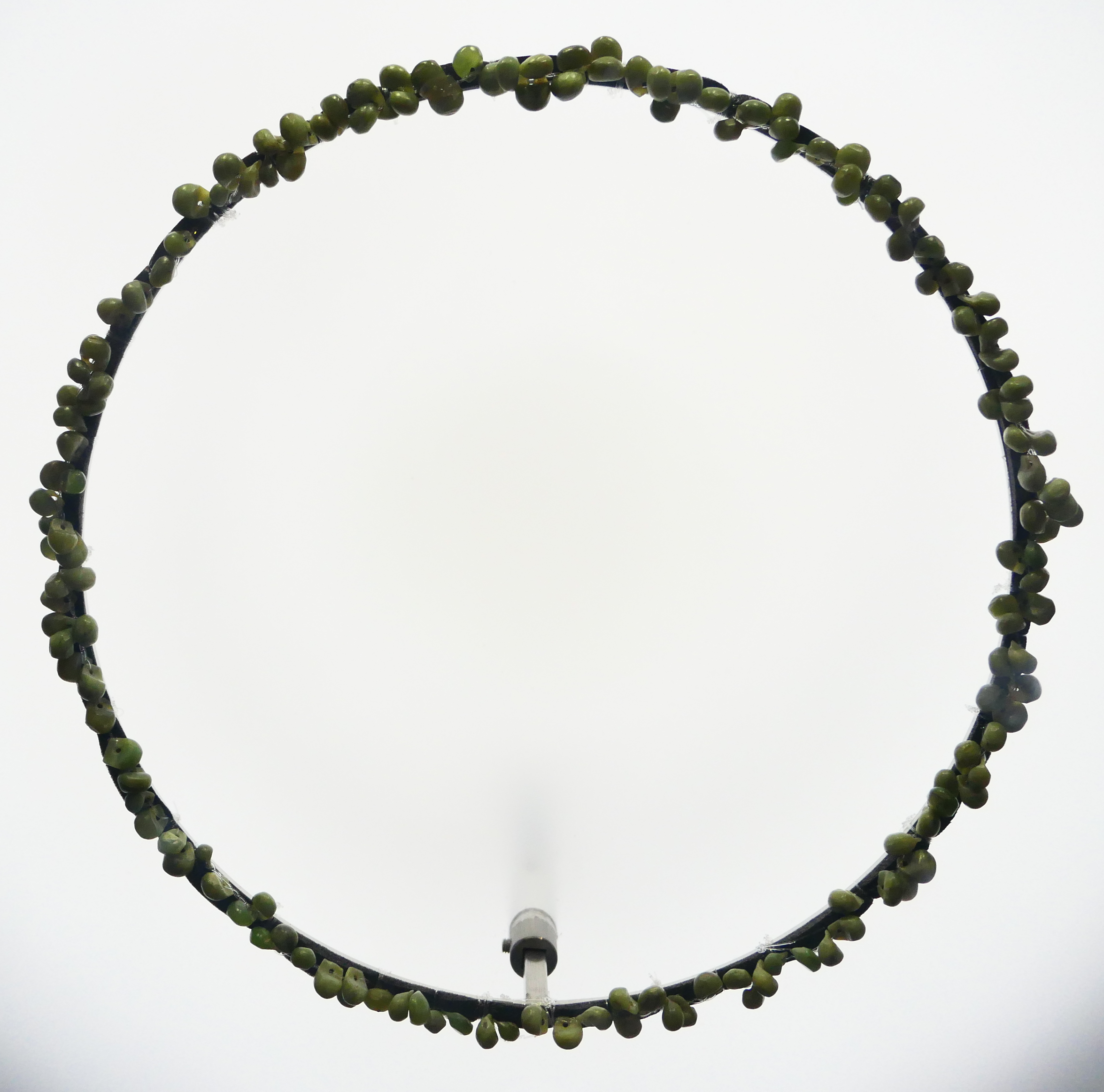
Археологічний артефакт (стоянка Бейнань)
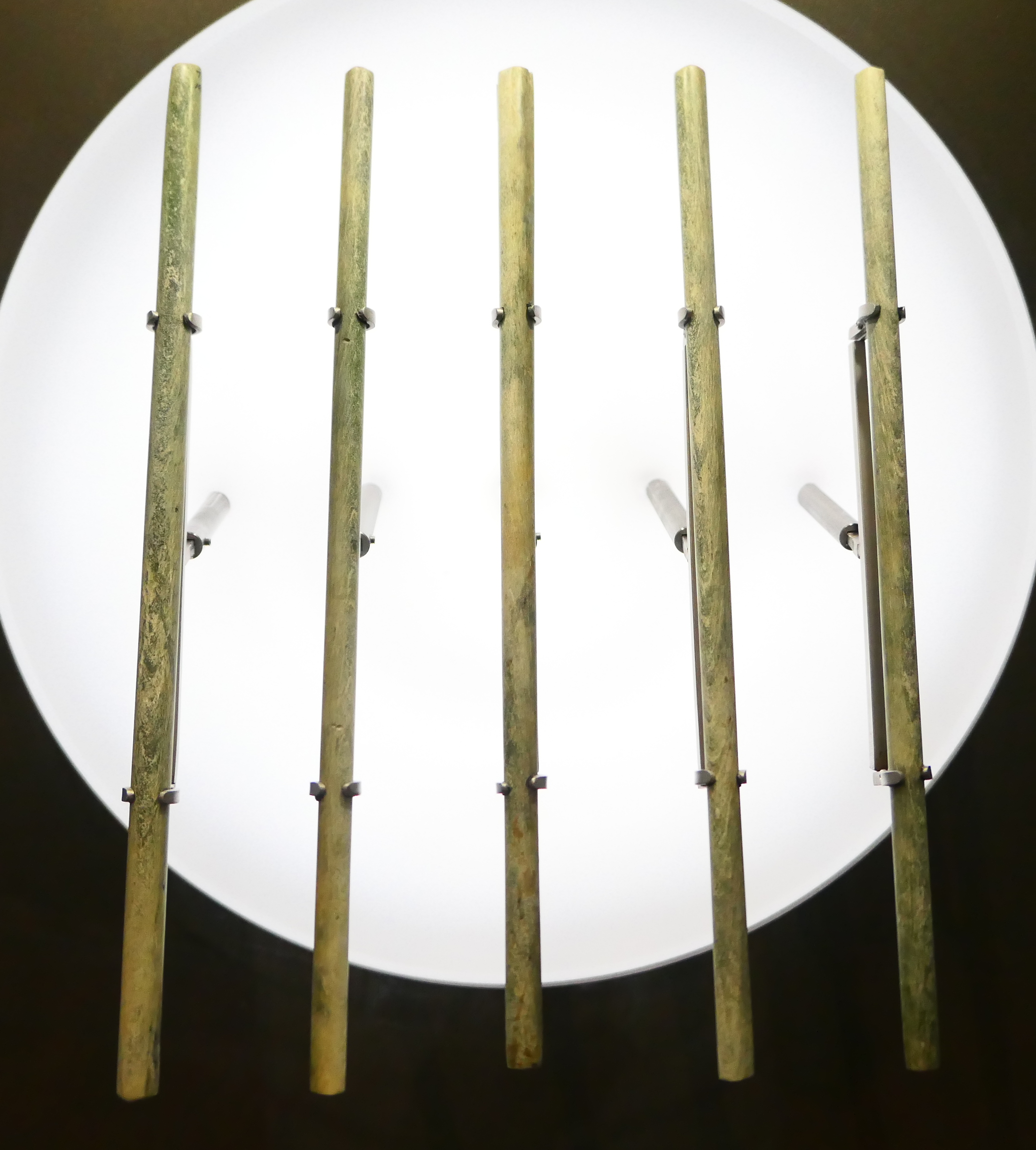
Археологічний артефакт (стоянка Бейнань)